# Никола Хаджиташев
Никола Хаджиташев (изписване до 1945 година: Никола хаджи Ташевъ) е български революционер, деец на Вътрешната македоно-одринска революционна организация.

## Биография
Хаджиташев е роден в 1882 година в Дойран, тогава в Османската империя. През 1900 г. завършва българската гимназия в Битоля и от 1900 до 1903 г. е учител в родния си Дойран. Влиза във ВМОРО и е избран за секретар на местния околийски революционен комитет, в който влизат и Янаки Илиев и Никола Минцев. След Солунската афера е затворен и лежи една година в затвора „Беяз куле“ в Солун. След това е учител в Гумендже, а по-късно в село Кесарево, Горнооряховско.